# COBRA – A válságstáb
A COBRA – A válságstáb (eredeti cím: COBRA) 2020-tól vetített brit drámasorozat, amelyet Ben Richárd alkotott és írt. A főbb szerepekben Robert Carlyle, Victoria Hamilton, Richard Dormer, David Haig és Marsha Thomason láthatók.
Egyesült Királyságban 2020. január 17-én a Sky One, Magyarországon az AXN 2021. február 5-én mutatta be.

## Cselekmény
Egy hatalmas napkitörés éri el a Földet, ami tönkreteszi az elektronikus hálózatot. E esemény az Egyesült Királyságban társadalmi és politikai káoszt teremt. Robert Sutherland miniszterelnöknek kell eldöntenie, hogy ki kapja meg a korlátozott mennyiségű hálózatot. Eközben lánya, Ellie kokaint és fentanilt ad legjobb barátjának, aki meghal. A börtön elkerülése érdekében az édesanyja, Rachel Sutherland arra bátorítja, hogy mondja azt, hogy az elhunyt barátja hozta a kábítószereket.

## Szereplők

### Főszereplők
| Szereplők            | Színész           | Magyar hang      | Leírás |
| -------------------- | ----------------- | ---------------- | --- |
| Robert Sutherland    | Robert Carlyle    | Schnell Ádám     | Miniszterelnök és a Konzervatív Párt vezetője                                                                                                  |
| Anna Marshall        | Victoria Hamilton | Udvarias Anna    | A Downing Street kabinetfőnöke és egykori haditudósító.                                                                                        |
| Archie Glover-Morgan | David Haig        | Törköly Levente  | Konzervatív politikus és belügyminiszter. Sutherland vonakodva külügyminiszterré nevezi ki, és később miniszterelnök-helyettessé is kinevezik. |
| Rachel Sutherland    | Lucy Cohu         | Hámori Eszter    | Ügyvéd és Robert Sutherland felesége. |
| Peter Mott           | Edward Bennett    | Megyeri János    | Tanácsadó, aki a Downing Street sajtófőnöke volt.                                                                                              |
| Francine Bridge      | Marsha Thomason   | Bognár Gyöngyvér | Munkáspárti képviselő, később árnyékkormány környezetvédelmi minisztere, aki rövid ideig Sutherlandnek dolgozott.                              |
| Eleanor James        | Lisa Palfrey      | Mics Ildikó      | A Közös Hírszerzési Bizottság vezetője. |

### Mellékszereplők
| Szereplők         | Színész                                       | Magyar hang            | Leírás                                                                            |
| ----------------- | --------------------------------------------- | ---------------------- | --------------------------------------------------------------------------------- |
| Ellie Sutherland  | Marisa Abela (1. évad) Holly Cattle (3. évad) | Pánics Lilla           | Robert és Rachel lánya.                                                           |
| Stuart Collier    | Steven Cree                                   | Horváth-Töreki Gergely | A Tyneside-i rendőrség főnöke.                                                    |
| Stephanie Lodge   | Ellie Kendrick                                | Laudon Andrea          | A Polgári Vészhelyzetek Titkárságának tisztviselői                                |
| James Odubajo     | Emmanuel Imani                                | Varga Rókus            | A Polgári Vészhelyzetek Titkárságának tisztviselői                                |
| Harry Rowntree    | Con O’Neill                                   | Holl Nándor            | A Teherautó-vezetők Szakszervezetének kommunista vezetője.                        |
| Edin Tosumbegovic | Alexandre Willaume                            | Király Adrián          | A boszniai háború túlélője, egy szerb maffiózó bérgyilkosa és Marshall szeretője. |
| Fraser Walker     | Richard Dormer                                | Kardos Róbert          | A Polgári Vészhelyzeti Titkárság igazgatója.                                      |
| Barney Marshall   | Joshua Hogan                                  | Czető Ádám             | Anna fia.                                                                         |
| Tess Marshall     | Grace Hogg-Robinson                           | Rimóczi Dóra           | Anna lánya.                                                                       |
| Joseph Obasi      | Richard Pepple                                | Barabás Kiss Zoltán    | Az új belügyminiszter, Glover-Morgan utódja.                                      |
| Audrey Hemmings   | Alexa Davies                                  | Dobó Enikő             | A Polgári Vészhelyzetek Titkárságának vezető tisztviselője.                       |
| Hari Misra        | Karan Gill                                    | Rada Bálint            | Oknyomozó újságíró és a Morbid tünetek című weboldal podcastere.                  |

### Magyar változat
- Bemondó: Korbuly Péter
- Magyar szöveg: Dr. Halász Blanka
- Vágó: Galgóczi Adrián
- Hangmérnök: Nikodém Norbert
- Gyártás- és produkciós vezető: Balog Gábor
- Szinkronrendező: Balog Mihály

A szinkront a Sony Pictures megbízásából a Balog Mix Stúdió készítette.

## Évados áttekintés
| Évad | Évad | Epizód | Eredeti sugárzás  | Eredeti sugárzás   | Eredeti adó | Magyar sugárzás  | Magyar sugárzás   | Magyar adó |
| Évad | Évad | Epizód | Évadpremier       | Évadfinálé         | Eredeti adó | Évadpremier      | Évadfinálé        | Magyar adó |
| ---- | ---- | ------ | ----------------- | ------------------ | ----------- | ---------------- | ----------------- | ---------- |
|      | 1    | 6      | 2020. január 17.  | 2020. február 21.  |             | 2021. február 5. | 2021. március 12. |            |
|      | 2    | 6      | 2021. október 15. | 2021. november 19. |             | 2022. február 9. | 2022. március 16. |            |

## Epizódok

### 1. évad (2020)
| #  | #  | Eredeti cím | Magyar cím | Rendezte     | Írta         | Eredeti premier   | Magyar premier    |
| -- | -- | ----------- | ---------- | ------------ | ------------ | ----------------- | ----------------- |
| 1. | 1. | Episode 1   | 1. rész    | Hans Herbots | Ben Richards | 2020. január 17.  | 2021. február 5.  |
| 2. | 2. | Episode 2   | 2. rész    | Hans Herbots | Ben Richards | 2020. január 24.  | 2021. február 12. |
| 3. | 3. | Episode 3   | 3. rész    | Hans Herbots | Ben Richards | 2020. január 31.  | 2021. február 19. |
| 4. | 4. | Episode 4   | 4. rész    | Al Mackay    | Ben Richards | 2020. február 7.  | 2021. február 26. |
| 5. | 5. | Episode 5   | 5. rész    | Al Mackay    | Ben Richards | 2020. február 14. | 2021. március 5.  |
| 6. | 6. | Episode 6   | 6. rész    | Al Mackay    | Ben Richards | 2020. február 21. | 2021. március 12. |

### 2. évad (2022)
| #   | #  | Eredeti cím | Magyar cím | Rendezte          | Írta         | Eredeti premier    | Magyar premier    |
| --- | -- | ----------- | ---------- | ----------------- | ------------ | ------------------ | ----------------- |
| 7.  | 1. | Episode 1   | 1. rész    | Al Mackay         | Ben Richards | 2021. október 15.  | 2022. február 9.  |
| 8.  | 2. | Episode 2   | 2. rész    | Al Mackay         | Ben Richards | 2021. október 22.  | 2022. február 16. |
| 9.  | 3. | Episode 3   | 3. rész    | Al Mackay         | Ben Richards | 2021. október 29.  | 2021. február 23. |
| 10. | 4. | Episode 4   | 4. rész    | Mo Ali            | Ben Richards | 2021. november 5.  | 2021. március 2.  |
| 11. | 5. | Episode 5   | 5. rész    | Sallie Aprahamian | Ben Richards | 2021. november 12. | 2021. március 9.  |
| 12. | 6. | Episode 6   | 6. rész    | Sallie Aprahamian | Ben Richards | 2021. november 19. | 2021. március 16. |